# Paradrina thunbergi
Paradrina thunbergi là một loài bướm đêm trong họ Noctuidae.